# Casper – Wie alles begann
Casper – Wie alles begann ist ein US-amerikanischer Fantasy-Kinderfilm aus dem Jahr 1997 und die erste
Direct-to-Video-Fortsetzung von Casper.

## Handlung
Zu Beginn des Films sitzt das Gespenst Casper in einem Geisterzug. Er selbst weiß weder, wo er sich befindet, noch dass er ein Geist ist. Überfordert denkt er zunächst an einen Traum, fragt dann aber andere Insassen des Zugs nach dem Fahrtziel. Dabei wird er von einem Mitreisenden gewaltsam aus dem Zug befördert. Sich seiner Situation immer noch unbewusst, begibt sich Casper nach Deedstown, wo er ungewollt die Bewohner in Panik versetzt und dabei begreift, dass er ein Geist ist.
Zweiter Protagonist des Films ist der 10-jährige Chris Carson, ein einsamer Junge, der sehr unter der ständigen arbeitsbedingten Abwesenheit seines alleinerziehenden Vaters Tim Carson leidet. Dieser ist Architekt und zum Zeitpunkt des Films mit dem Abriss der „Applegate-Villa“ beschäftigt. Dieses Vorhaben wird aber von Demonstranten unter der Leitung von Chris’ Klassenlehrerin Sheila Fistergraff sowie von dem Geistertrio Stinkie, Stretch und Fatso, die das alte Gemäuer bewohnen, immer wieder behindert.
Casper, der sich alleine fühlt, da alle Menschen Angst vor ihm haben und der ebenfalls einsame Chris, welcher auch immer wieder Opfer von Hänseleien seiner Mitschüler, allen voran des vorlauten Brock, wird, begegnen sich zufällig auf der Straße. Dabei stellt Casper fest, dass Chris keine Angst vor ihm hat und die beiden freunden sich an. Chris stellt Casper dem Geistertrio vor. Diese nehmen Casper zunächst in ihre Gruppe auf, um ihm Tricks und das Spuken beizubringen. Im Normalfall geschieht dies im sogenannten Geisterausbildungslager unter Aufsicht des teuflischen Kibosh und dessen Helfer Snivel. Als Kibosh erfährt, dass Casper nicht unter den Neuankömmlingen des Ausbildungslagers ist, beauftragt er erbost seinen Gehilfen Snivel, Casper zu finden. Dabei soll er auch gleich Ausschau nach Stinkie, Stretch und Fatso halten, die ebenfalls nie an Kiboshs Spukausbildung teilgenommen haben.
Stinkie, Stretch und Fatso werfen Casper aber wieder aus ihrer Gruppe, da es ihm äußerst schwerfällt, den Unterricht der drei in die Tat umzusetzen. Daraufhin beginnt Chris Casper das Spuken zu lehren, sehr zum Missfallen Kiboshs, dessen Helfer Snivel Casper aufgespürt hat und fortan beobachtet. Der Unterricht erweist sich mehr und mehr als erfolgreich und als Casper einem Ladenbesitzer vor einem Überfall schützt, beschließt er fröhlich, seine Fähigkeiten zu benutzen, um den Menschen zu helfen.
Chris leidet währenddessen immer mehr unter der Vernachlässigung durch seinen Vater, als dann auch noch ein geplanter Vater-Sohn-Tag ins Wasser fällt, läuft er verzweifelt von zuhause weg. Er wird auf der Straße von Brock und dessen Freunden attackiert und in das Applegate-Haus verschleppt. Dieses soll am nächsten Tag von Bill Case mit TNT gesprengt werden.
Als Tim durch Hilfe von Casper erfährt, dass sich Chris im Abrissgebäude befindet, bricht er zusammen mit Sheila auf, um die Sprengung zu stoppen, was ihm allerdings nicht gelingt. Glücklicherweise kann Casper die Explosion, indem er das TNT schluckt, aber soweit dämpfen, dass das Haus heil bleibt und Chris gerettet werden kann. Chris und sein Vater kommen sich wieder näher und Kibosh erlaubt Stinkie, Stretch und Fatso, die in Zwischenzeit Sympathie zu Casper aufgebaut haben und sich als dessen Onkel ausgeben, auch ohne „Spuklizenz“ herumzuspuken.

## Hintergrund
Casper – Wie alles begann stellt eine sogenannte Direct-to-Video-Produktion dar. Er wurde also für den Heimvideomarkt produziert und erschien nie im Kino. Der Film wurde auf VHS und DVD veröffentlicht, außerdem erschien ein Hörspiel zum Film.
Der Film weist einige Unterschiede zum Vorgänger auf. Beispielsweise erweckt der erste Casper-Film den Eindruck, als ob Casper nach seinem Tod Whipsteff-Manor nie wirklich verlassen hätte, im zweiten Film befindet er sich aber in einer gänzlich anderen Stadt. Auch die Beziehung von Casper und dem Geistertrio unterscheidet sich leicht. Während Stinkie, Strech und Fatso im Film von 1995 wirklich als Caspers Onkel dargestellt werden, scheinen sie dies im Film von 1997 nur notgedrungen vorzugeben, um Kibosh zu besänftigen. Zudem ist das Erscheinungsbild der Geister in Casper – Wie alles begann leicht anders.
Zum Film erschien ein offizieller Soundtrack mit 13 Tracks.

## Synchronisation
| Schauspieler/Originalsprecher | Rolle                     | Synchronsprecher     |
| ----------------------------- | ------------------------- | -------------------- |
| Michael McKean                | Bill Case                 | Klaus-Dieter Klebsch |
| Steven Hartman                | Brock Lee                 | Wanja Gerick         |
| Rodney Dangerfield            | Bürgermeister Johnny Hunt | Karl Schulz          |
| Jeremy Foley                  | Casper                    | Julius Jellinek      |
| Brendon Ryan Barrett          | Chris Carson              | Manuel Straube       |
| Logan Robbins                 | Danny                     | Konrad Bösherz       |
| Richard Moll                  | Direktor Rabie            | Frank Ciazynski      |
| Jess Harnell                  | Fatso                     | Helmut Krauss        |
| James Earl Jones              | Kibosh                    | Wolfgang Völz        |
| D’Juan Watts                  | Leon                      | Tobias Müller        |
| Lori Loughlin                 | Sheila Fistergraff        | Bettina Weiß         |
| Pauly Shore                   | Snivel                    | Hannes Jaenicke      |
| Bill Farmer                   | Stinkie                   | Georg Tryphon        |
| James Kevin Ward              | Strech                    | Michael Walke        |
| Steve Guttenberg              | Tim Carson                | Joachim Tennstedt    |

## Fortsetzungen
Es erschienen weitere Filme, die auf dem Casper-Film von 1995 basieren:
- 1998: Casper trifft Wendy (Casper Meets Wendy)
- 2000: Casper – Verzauberte Weihnachten (Casper’s Haunted Christmas)
- 2006: Caspers Gruselschule (Casper’s Scare School)